# Nanporo, Hokkaido
Nanporo (南幌町 Nanporo-chō?) este un oraș⁠(d) aflat în subprefectura Sorachi⁠(d), Hokkaido, Japonia. Este un oraș navetist⁠(d) al Sapporo.
Din septembrie 2016, orașul are o populație estimată la 7.886 de locuitori și o densitate de 96 de persoane pe km2. Suprafața totală este de 81,49 km2.

## Cultură

### Mascota
Mascota orașului Nanporo este Kyabetti-kun (キャベッチくん Kyabetchi-kun?). El este o varză care seamănă cu un copil sănătos și un soare. El are de 200 de ori mai multă energie.